# Claude Dupin
Pour les articles homonymes, voir Dupin.
Claude Dupin, seigneur de Chenonceaux, est un financier français, né à Châteauroux le 8 mai 1686 et mort à Paris le 25 février 1769.

## Biographie
Originaire d'une ancienne famille bourgeoise du Berry, Claude Dupin est le fils de Philippe Dupin, conseiller du roi, receveur des tailles de la ville de Châteauroux, paroisse Saint-André. Il fait ses études au collège de Blois et devient capitaine d'infanterie au régiment de Noailles, mais il est « cassé pour avoir fait du tapage à Issoudun ». Il reprend en 1714 la charge de son père.
D'un premier mariage célébré le 7 janvier 1714 avec la fille d'un notable de Châteauroux, Marie-Jeanne Bouilhat de Laleuf (1696-1720), naît un fils, Louis-Claude, le 6 novembre 1715 à Châteauroux dit « Dupin de Francueil », grand-père de George Sand.
Il doit son élévation au hasard. En 1722, Mme de Barbançois, fille aînée de Madame de Fontaine, revenant des eaux thermales de Bourbon-l'Archambault, se trouve incommodée en passant à Châteauroux. Dupin lui offre l'hospitalité dans sa maison avec toute sa suite, lui procure des soins « sans vouloir consentir qu'elle déboursât un sol pour toute sa dépense », et la raccompagne jusqu'à Paris. Sa mère veut remercier un jeune homme aussi obligeant, et lui offre de rencontrer le richissime financier Samuel Bernard — amant de Mme de Fontaine — qui, lui trouvant des capacités, le fait nommer receveur général des finances de Metz et d'Alsace.
Claude Dupin épouse en secondes noces la fille illégitime de son protecteur Samuel Bernard, Louise de Fontaine, le 1er décembre 1722 à Paris en l'église Saint-Roch. Elle lui donne un second fils, Jacques-Armand dit « Dupin de Chenonceaux », né à Paris le 3 mars 1727 en la paroisse Saint-Roch.
Le 1er octobre 1726, sur une nouvelle intervention de Samuel Bernard et grâce à un prêt de celui-ci, il obtient l'une des quarante places extrêmement lucratives de fermier général. Nommé à un âge sensiblement inférieur à la moyenne, il fait une carrière de trente-six ans au sein de la Ferme générale. Il est envoyé en tournée dans le Royaume pendant quatorze ans et est membre pendant près de douze ans du Comité des caisses, instance dirigeante de la Ferme. Il se consacre particulièrement à la Régie du tabac et à la Régie des grandes gabelles, ce qui lui vaudra d'être sollicité par Diderot et d'Alembert pour écrire l'article « salines » de l'Encyclopédie.
Il est pourvu le 24 décembre 1728, de l'office de secrétaire du roi au Grand Collège qui lui permet d'accéder à la noblesse, ainsi que ses deux fils.
L'un des hommes les plus fastueux de son temps, Claude Dupin a bâti une fortune imposante et acquis des propriétés prestigieuses.
Ainsi le 12 avril 1732, l'hôtel Lambert, dans l'île Saint-Louis à Paris, est acheté conjointement avec sa belle-mère, Madame de Fontaine, et vendu en 1739 dans le cadre de la succession de Samuel Bernard. Puis le 9 juin 1733, le château de Chenonceau et ses dépendances, sont achetés au duc de Bourbon et demeurent dans la famille Dupin jusqu'en 1864. Le 24 avril 1738, le marquisat du Blanc, situé aux confins du Berry et du Poitou, est acheté à la marquise de Parabère, ancienne maîtresse du Régent. Après la vente de l'hôtel Lambert, le couple loue l'ancien hôtel de Vins, rue Plâtrière à Paris où il emménage, après deux années de travaux, en 1741. Les Dupin n'en feront l'acquisition que le 22 février 1758.
Jean-Jacques Rousseau est le secrétaire particulier de l'épouse du financier de 1745 à 1751, et remplace, pendant quelques jours, le précepteur de son fils, Jacques-Armand (de Chenonceaux), qui fait le désespoir de son père. C'est chez Claude Dupin qu'il compose le Discours sur les sciences et les arts. Il reste toujours en relation avec les époux Dupin qu'il évoque dans Les Confessions.
Claude Dupin est l'auteur d'un traité d'économie politique intitulé Économiques, publié en 1745. Il y préconise notamment la liberté de circulation intérieure des grains en contrepartie d'une réglementation des importations et exportations en fonction de l'abondance des récoltes.
À la suite de la publication de De l'esprit des lois de Montesquieu en 1748, Dupin, ulcéré par les critiques de l'auteur contre la Ferme générale, publie une virulente critique intitulée : Réflexions sur l'Esprit des lois. Se reprochant la violence du ton, il en fait détruire la plupart des exemplaires et publie ensuite des Observations sur l'Esprit des lois, plus modérées.
Il contribue, avec soixante-quatre autres fermiers généraux, aux frais de l'édition des Fables de La Fontaine établie par Barbou à Paris en 1762, ainsi que son fils Louis-Claude Dupin de Francueil.

## Œuvres
- Économiques, 1745, 3 vol. in-4°[5]
- Mémoires sur les blés, 1748
- Réflexions sur l'Esprit des lois, 1749, 2 vol. in-8°
- Observations sur l'Esprit des Lois, 1757-1758, 3 vol. in-8°

## Armes
- Il portait : d'azur à trois coquilles d'or[6],[7].
- Selon l'Armorial Général de 1696, sa famille portait : de sinople à un chevron d'or accompagné en chef de deux étoiles d'argent et en pointe d'un pin arraché du même.

#### Notices et ressources
- Notices d'autorité :   - VIAF
  - ISNI
  - BnF (données)
  - IdRef
  - Belgique